# بونزو هياتا
بونزو هياتا (1874-1934) (بالإنجليزية: Bunzō Hayata)‏ هو عالم نبات ياباني.